# Ighiu (gmina)
Ighiu – gmina w Rumunii, w okręgu Alba. Obejmuje miejscowości Bucerdea Vinoasă, Ighiel, Ighiu, Șard i Țelna. W 2011 roku liczyła 6283 mieszkańców. 